# ファセル
ファセル（Facel ）はフランスにかつて存在した高級車メーカー。自動車車体、自動車内装、工作機械、家具製造メーカーでもある。

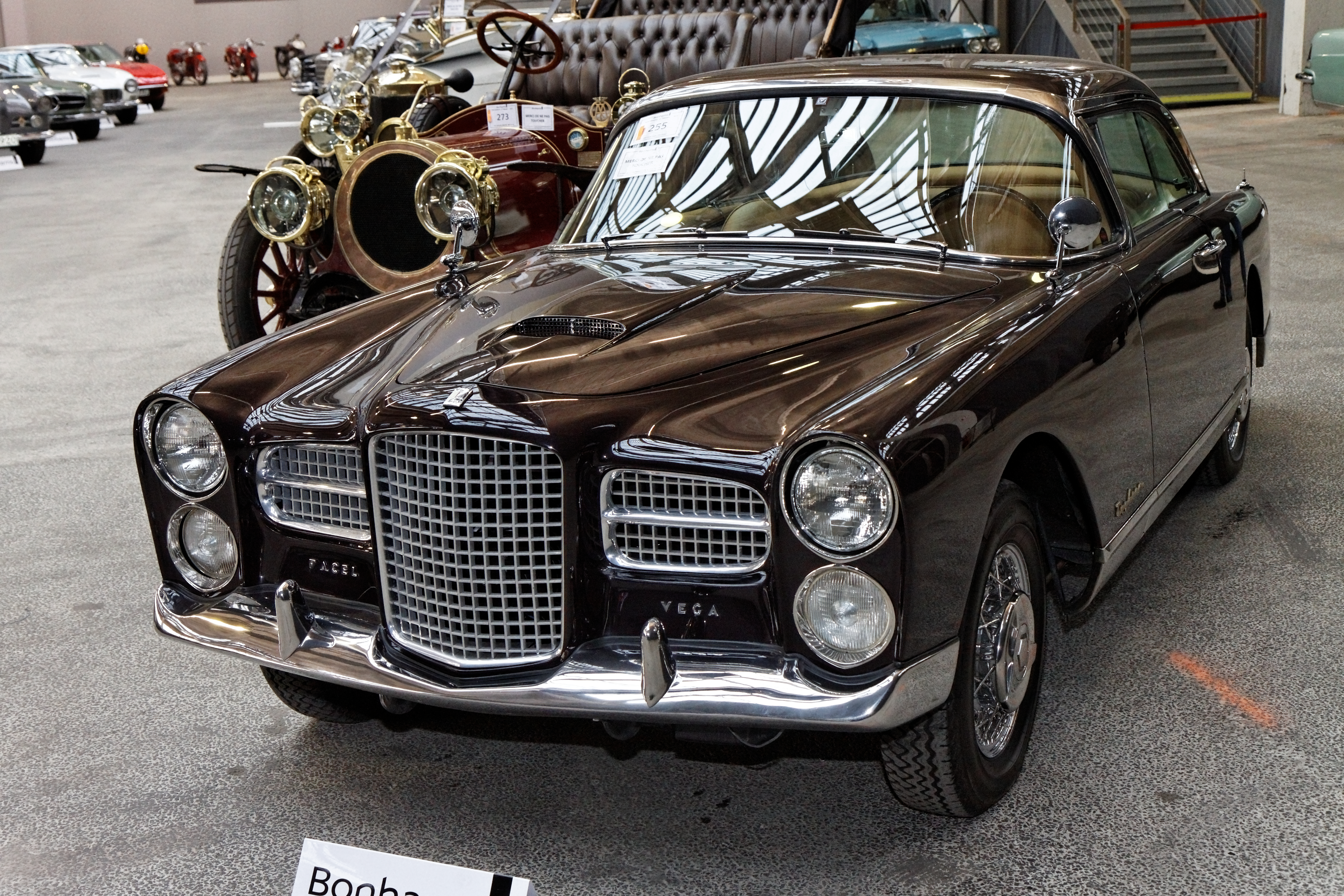
ファセル･ヴェガ･FV4（1957）

## 歴史

### 設立・コーチビルダー活動
ファセル "Facel"（Forges et Ateliers de Construction d'Eure-et-Loir）は、第二次世界大戦前の1939年、実業家ジャン・ダニノス（Jean Clément Daninos 1906-2001）によって、工作機械や家具などを製造するメーカーとして設立された。その名称は「ウール・エ・ロワール金属加工所」の略（アクロニム）である。ほどなく第二次世界大戦勃発とフランスの対ドイツ戦での敗北を受け、しばらくの雌伏期に入った。
戦後のファセルはスチールやアルミニウム、ステンレスなどの広範な金属加工技術を活かして本格的に事業を再開した。この過程でパナールのセダンやドライエ、シムカ、フォード・フランスのクーペなど、自動車メーカーからの請負でボディ生産をおこなうようになった。
中でもパナールは、量産型の小型乗用車ディナXのアルミニウムボディ量産をアルミ加工技術に優れるファセルに依存していたが、同社は1953年に至って新型車ディナZへのモデルチェンジに伴い、プレス加工とアーク溶接が可能なアルミ合金を開発してボディを内製するようになったため、ファセルの最大の収入源は失われてしまった。

### ファセル・ヴェガ

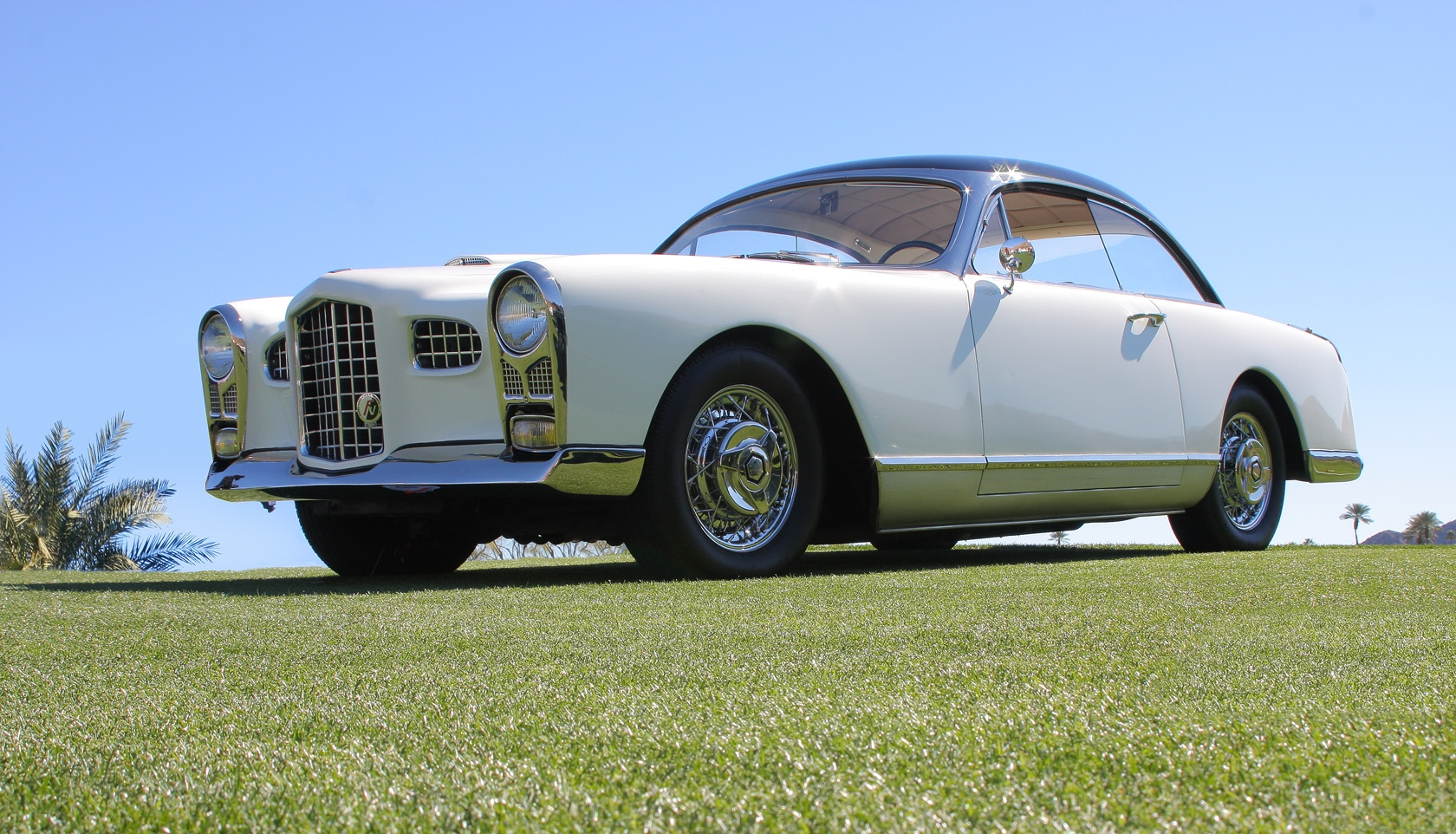
ファセルFVS（1955）
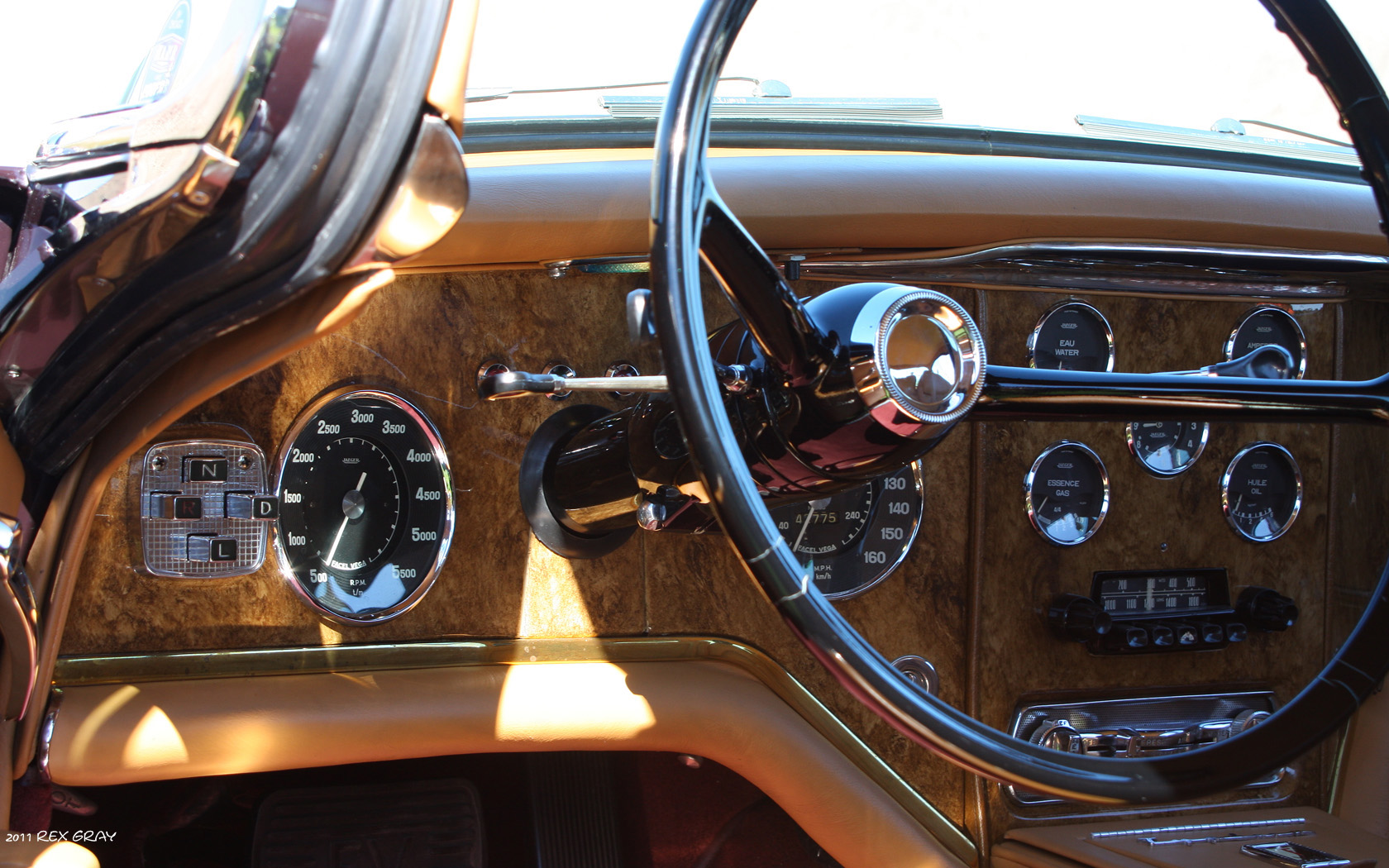
FV4タイフーン（1957）内装 ATのボタンセレクター、計器類、空調スイッチやラジオなどを、垂直に切り立つフォーボワのパネルに配置
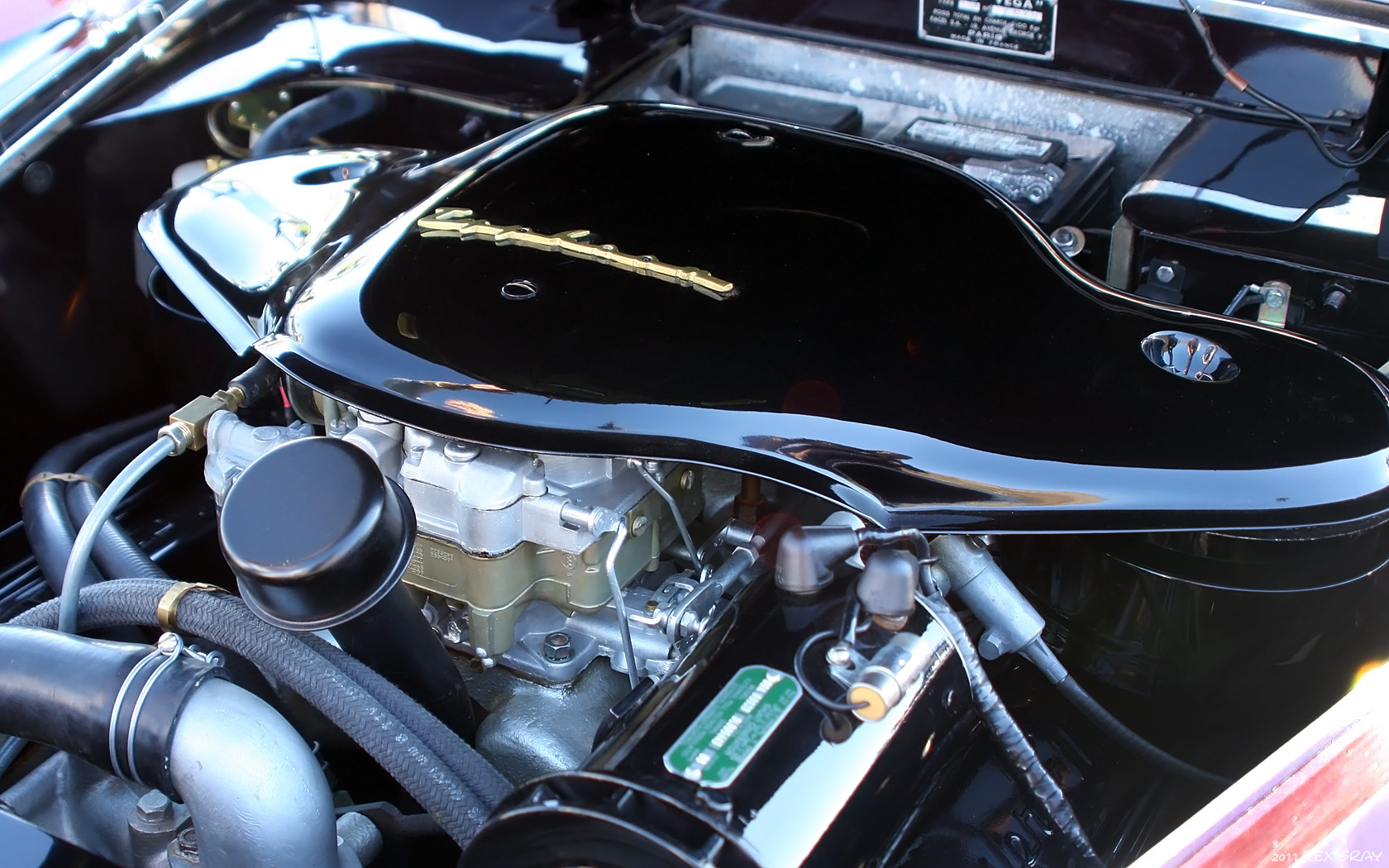
FV4のエンジンルーム クライスラーV8上のエアクリーナーまでもが曲面デザインされていた
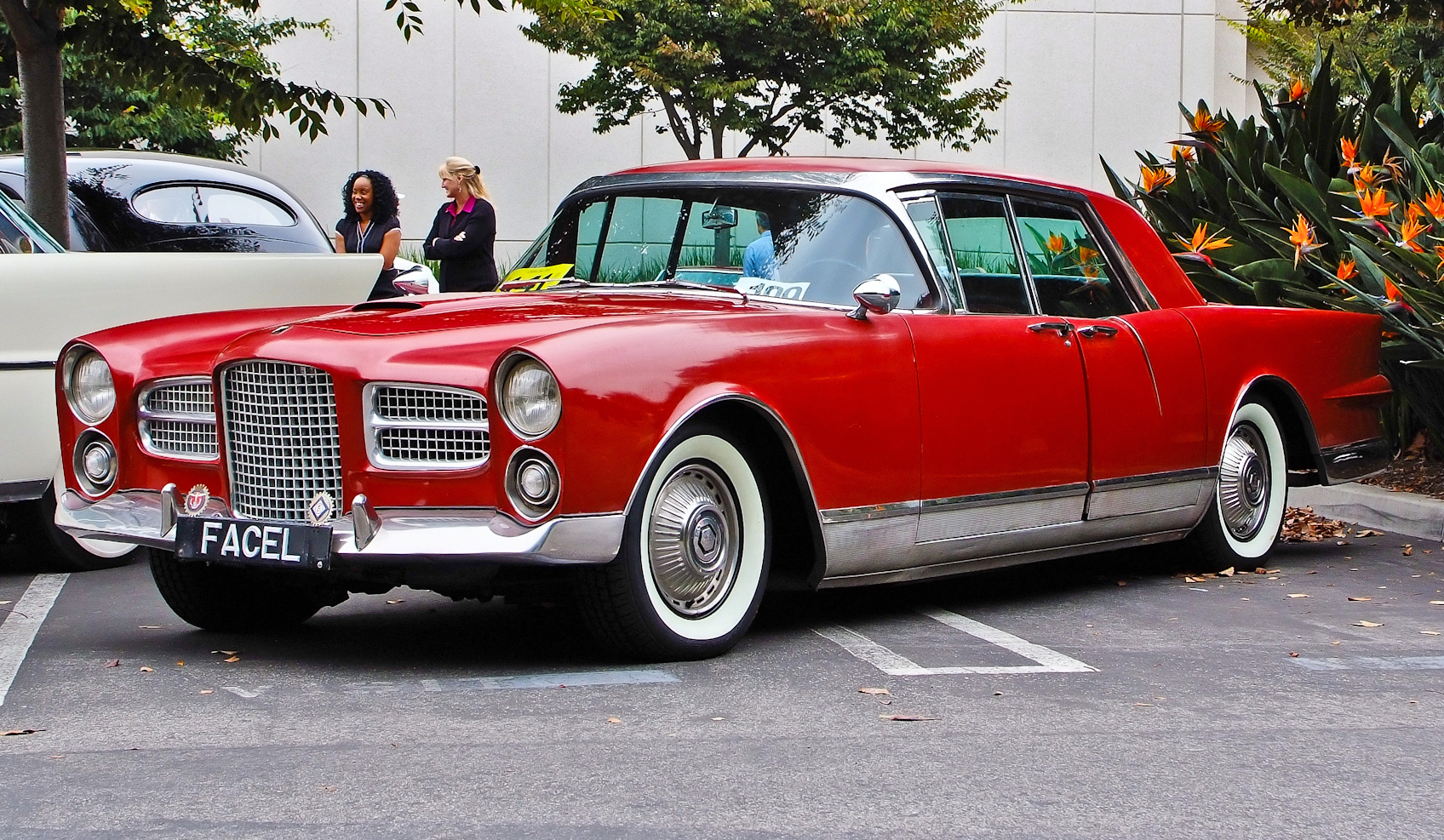
エクスランス Bピラーを廃し観音開き式ドアを採用した大型4ドアセダン。写真はEX1
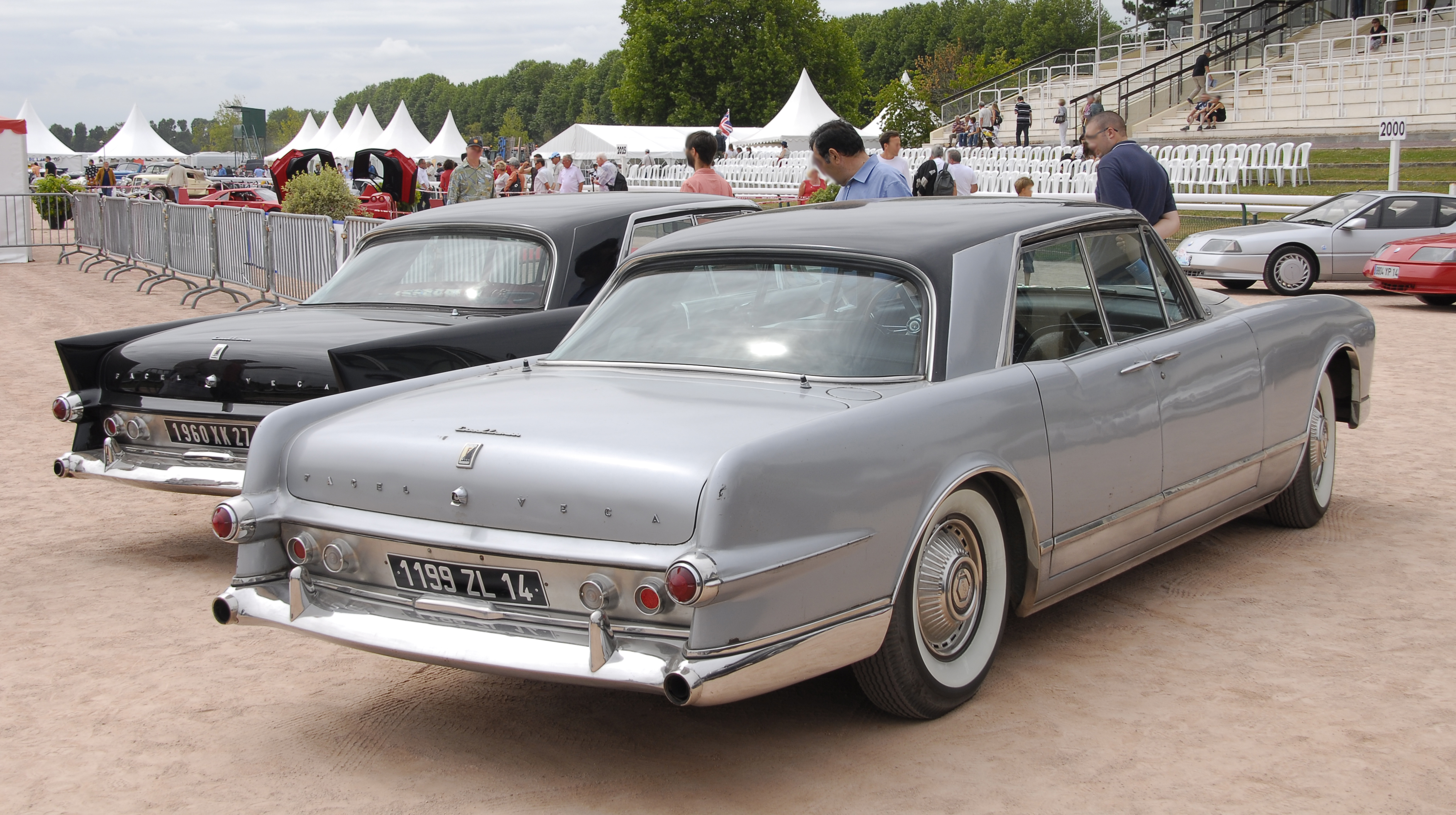
2台のエクスランス 奥手は1961年以前のEX1、手前は61年以降のEX2で、フロントウインドウやテールフィン形状に違いがある
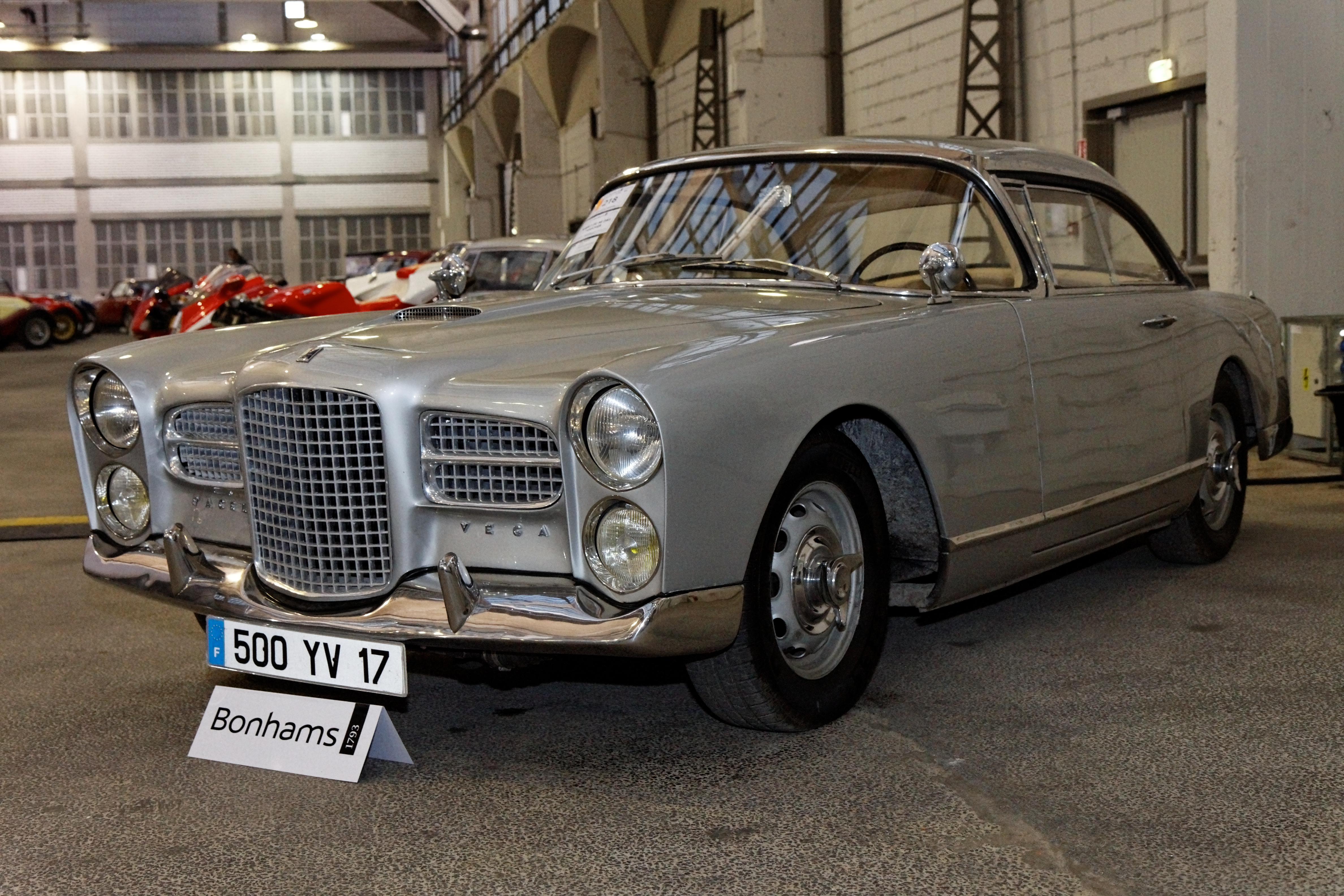
HK500クーペ（1961）

#### 誕生の経緯
一方第二次世界大戦後のフランスでは、戦前に隆盛を誇ったブガッティやイスパノ・スイザ、ドラージュなどの名門高級車ブランドが、大戦の戦禍と、大排気量高級車への禁止税的税制（産業復興に必要な中・小型車の生産を優先させる施策）とによって軒並み消滅していた。
社交界に出入りする粋人でもあったダニノスはこの風潮に抗ってフランス製高級車の復権を狙い、ディナのボディ生産打ち切りにより遊休化した設備を活かし、1954年から自社ブランドの高級車ファセル・ヴェガの生産に乗り出した。

#### アメリカ向け
1954年から1959年までは「FVS」が、1959年から1962年までは「HK500」が、1962年から1964年までは「ファセルⅡ」が生産された。 
まだ大戦後の復興から脱していないフランス本国やヨーロッパ市場での販売よりも対米輸出を念頭に置いたことから、アメリカ市場で好まれる、ほぼアメリカ車クラスの大型車を生産した。大きな分割型ラジエーターグリルに、中期からは縦型のデュアルヘッドライトを組み合わせたフロントマスクは豪奢なもので、優れたボディ生産技術・インテリア製作技術と合わせ、非常に魅力のあるスタイルを備えていた。「最高級を知る、ごく少数のために」"For the Few Who Own the Finest."というキャッチコピーと共に名声を得た。
フロントエンジン・リアドライブに、エンジンは当時アメリカで最強クラスであったクライスラー製大排気量V型8気筒を用い、パワーはずば抜けていた。だが一方で、後軸リジッドとしたアメリカ車風の保守的シャシは、乗り心地はともかく操縦性やブレーキ性能に不充分な傾向があったという。

#### 魅力
ファセル・ヴェガの魅力はむしろ、フランス超高級車の伝統を背負った華麗なスタイリングそして家具メーカーの技術を活かしたインテリアにあった。本革は最上級であり、垂直に切り立つダッシュボードはウッドパネルをあえて使用しない木目調。その木目調パネルは安価なプリントではなく、職人が金属板に木目を筆で手書きしている。これはフォーボワ（Faux bois）と呼ばれる、ルネサンス期からの伝統技法である。
ファセル・ヴェガは現在においてもコレクターズアイテムとして各国のオークションやコンクール・デレガンスでその姿を見ることができる。

### ファセリア

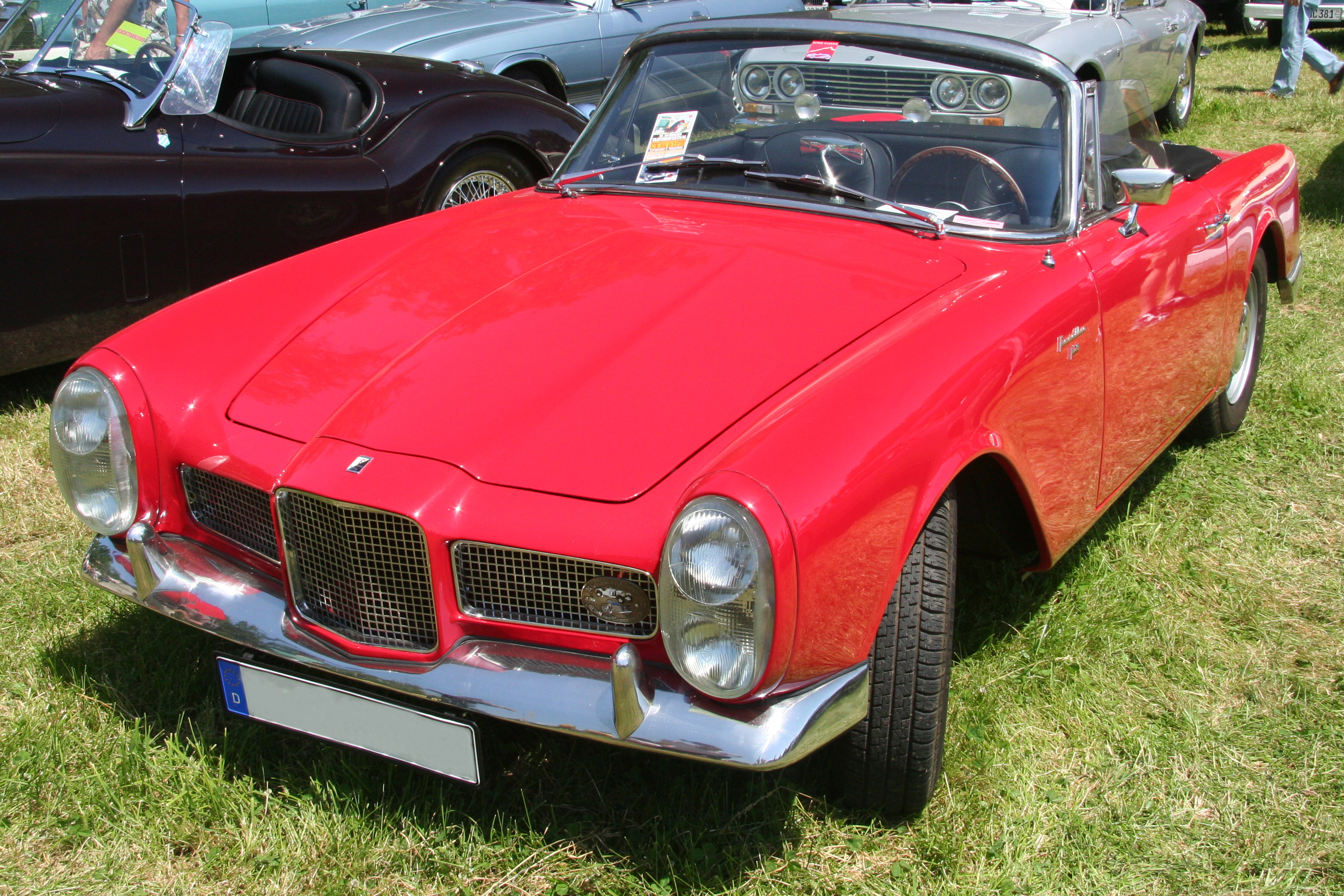
ファセル･ヴェガ･ファセリア F-2 カブリオレ

これらの大型ファセルは狙い通りアメリカ輸出なども行われ、ある程度の商業的成功を収めた。これに気を良くしたファセルは続いて、より大きな市場の見込める小型高級クーペ開発に乗り出した。
その結果1960年に完成したのが、大型ファセル「ファセル・ヴェガ」のデザインモチーフを巧みに縮小した「ミニ・ファセル」とも言うべきクーペ「ファセル･ヴェガ･ファセリア」だった。メルセデス・ベンツ・190SLを意識し、アメリカ市場のほか、復興が進みスポーツカーの市場が広がっていたヨーロッパでの拡販も狙っていた。だがこのファセリアが、最終的にはファセルの命脈を絶つ原因にもなった。
ファセリアには4気筒1600ccDOHCのファセル初オリジナルエンジンが搭載され、当時としては異例の110hp以上を誇ったが、あまりにも凝りすぎた設計が仇となり、カムシャフト支持設計が脆弱でピストンを吹き抜くという深刻なトラブルが続発し、ファセルの信用を損なうことになった。

### 倒産
1962年のF2以降はボルボの4気筒やBMC・C型6気筒が社外製の代替エンジンとして搭載され、問題は解決したが、ファセリアの人気を回復することはできなかった。残る大黒柱となったファセル・ヴェガは、世界的な大排気量車の販売退潮も重なり販売が伸びず、ファセルは経営に行き詰まり1964年に倒産。自動車生産は10年間で終了した。

## 日本での販売
当時の日本においてファセルの大型モデルは無縁の存在であったが、ファセリアはアバルトやグラースも扱っていた当時の大手バイク輸入ディーラー・山田輪盛館によって数台が輸入されている。

## 愛用した著名人
ファセル・ヴェガは多くの著名人から愛された。レーシングドライバーのスターリング・モスやモーリス・トランティニアン、画家のパブロ・ピカソ、俳優トニー・カーティスやエヴァ・ガードナー、さらにサウジアラビアのプリンスらに愛用された。
なお、作家のアルベール・カミュは1960年、ガリマール書店幹部の運転するファセル･ヴェガで事故死している。

## 主なモデル
- 1954年 ファセル・ヴェガ FV
- 1957年 ファセル・ヴェガ HK500
- 1958年 ファセル･ヴェガ･エクスランス
- 1963年 ファセル･ヴェガ･ファセリア F2-63
- 1963年 ファセル･ヴェガ･ファセルII

## ギャラリー

### ファセル・ヴェガ
- ファセルFVS（1955）
- FV4タイフーン（1957）内装
ATのボタンセレクター、計器類、空調スイッチやラジオなどを、垂直に切り立つフォーボワのパネルに配置
- FV4のエンジンルーム
クライスラーV8上のエアクリーナーまでもが曲面デザインされていた
- エクスランス
Bピラーを廃し観音開き式ドアを採用した大型4ドアセダン。写真はEX1
- 2台のエクスランス
奥手は1961年以前のEX1、手前は61年以降のEX2で、フロントウインドウやテールフィン形状に違いがある
- HK500クーペ（1961）

### コーチビルダーとしての作品・製品
他社製シャーシにカロシェ（コーチビルダー）としてスポーティタイプのボディを架装した製品。フォード・フランスやシムカ向けは各社の半量産カタログモデルであった。

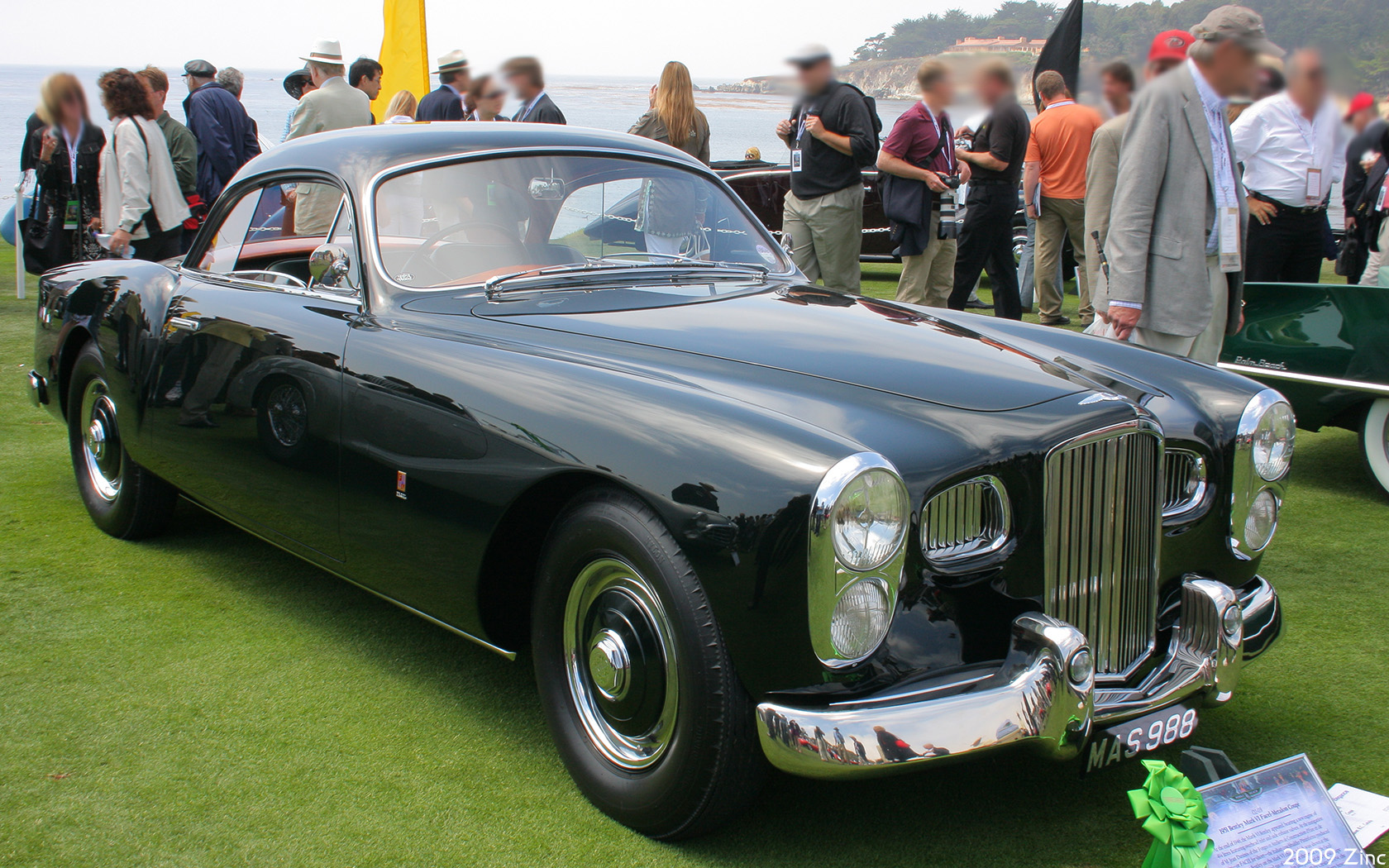
ベントレー・マークⅥ・クーペ（1951） バティスタ・ピニンファリーナのデザインでファセルがボディ製作した特注車。グリル以外ではベントレーと判らないほどモダナイズされている
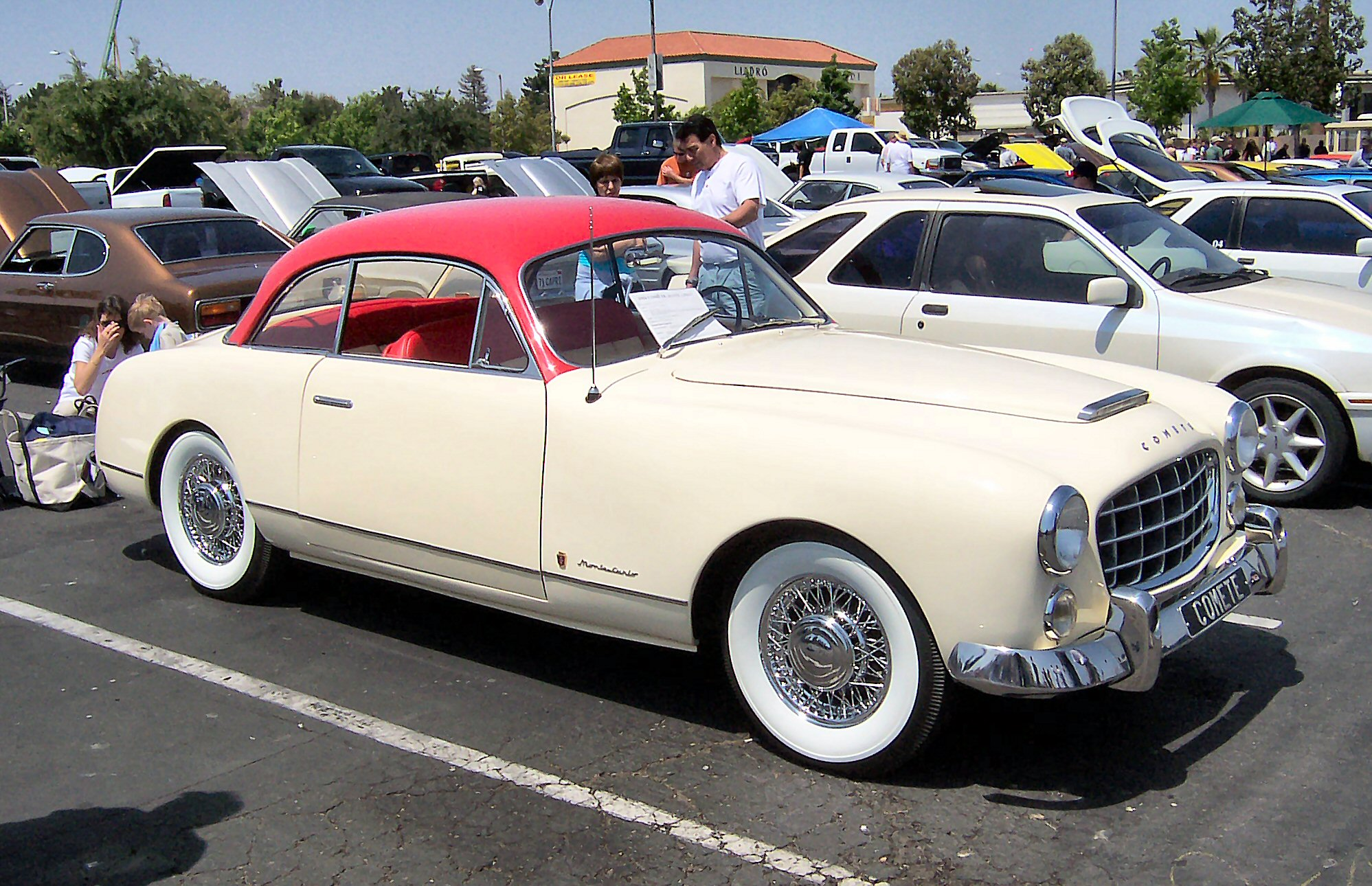
フォード・コメート（1952-54） フォード・フランスの中型車ヴデットをベースに作られたファセル製ボディのクーペ
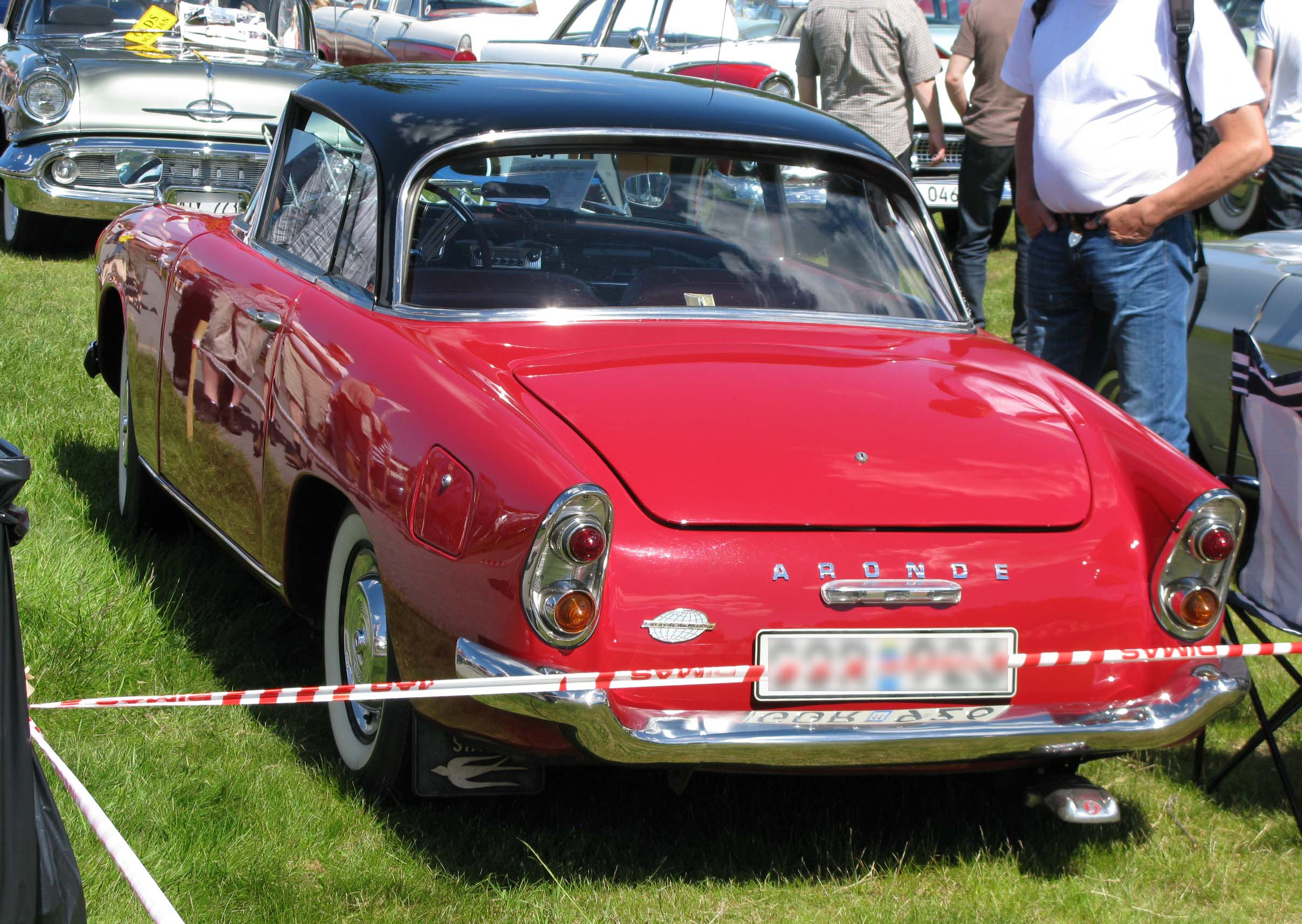
シムカ・アロンド「プラン・シエル」（1959） シムカベースのスペシャリティモデル
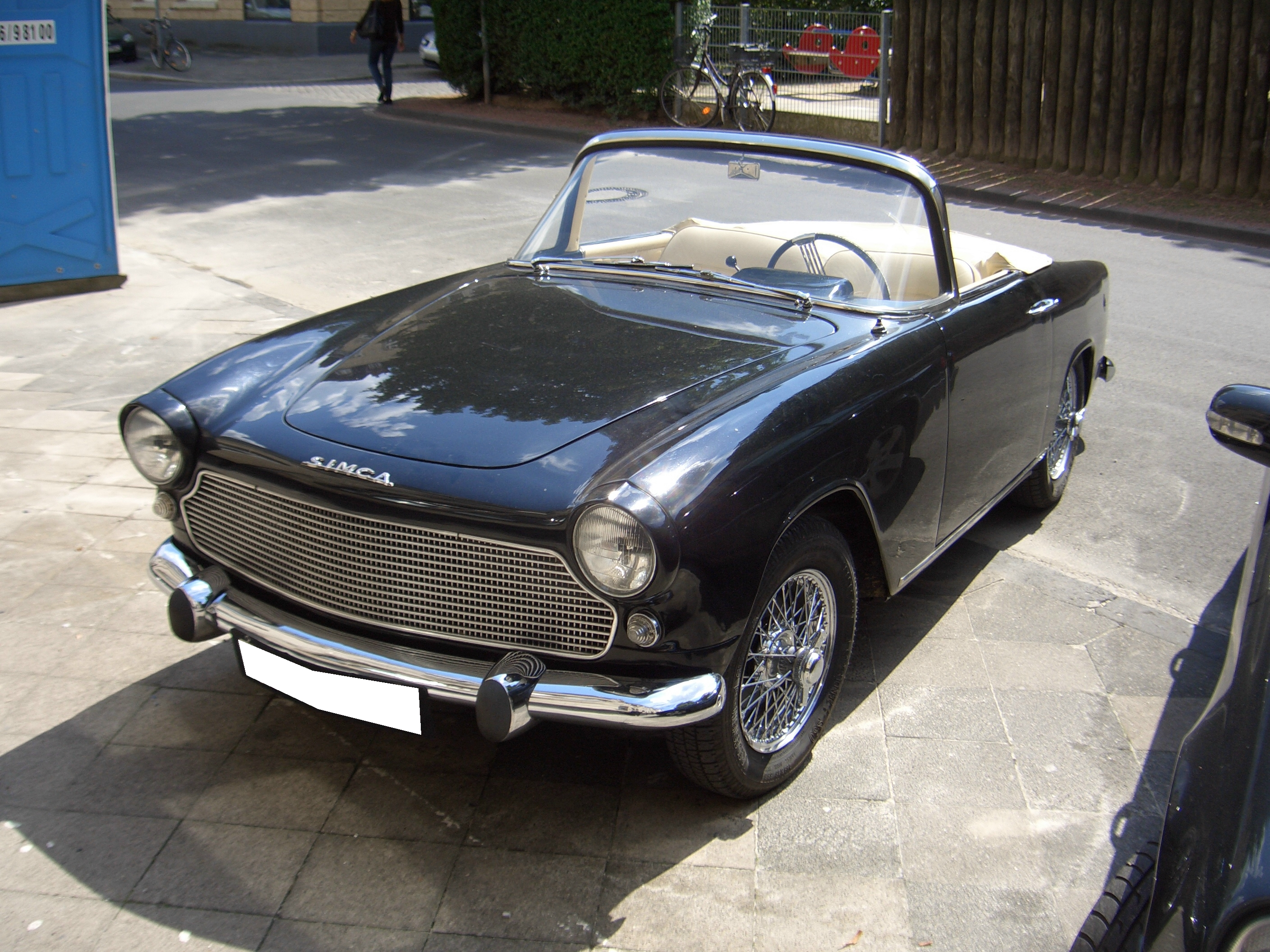
シムカ・アロンドP60「オケアーヌ」（1960） シムカベースのオープンモデル